# Santo Antônio de Lisboa
Santo Antônio de Lisboa este un oraș în Piauí (PI), Brazilia.